# Гога Рашовић и скадарски паша
Гога Рашовић и скадарски паша је анимирани филм из 2018. године, чији је аутор Мирољуб Петровић.

## Радња
Радња филма почиње на Скадру гдје скадарски паша обећа велику награду ономе ко донесе главу чувеног јунака Гоге Рашовића. Гогин кум Зеф Ћегу се прихвати нечасног посла и креће да убије Гогу. Зеф одлази код Гоге у посјету гдје преноћи. Када је пала ноћ, а Гога заспао, Зеф извади нож и крену ка Гоги, међутим испада му нож и буди Гогу. Затим Зеф вади кубуру и рањава Гогу, па бјежи у шуму. Гогина браћа, одмах затим, крећу за њим и ухвате га, те предају Гоги. Међутим, Гога одлучи да поштеди Зефа и одлази у град Скадар гдје погуби пашиног брата.
Мотив филма је инспирисан према истинитом догађају из историје, описаном у књизи „Црногорски и херцеговачки јунаци”.

## Ликови
- Гога Рашовић
- Скадарски Паша
- Зеф Ћегу